# Xanthia imperfecta
Xanthia imperfecta là một loài bướm đêm trong họ Noctuidae.